# Synplasta ingeniosa
Synplasta ingeniosa är en tvåvingeart som först beskrevs av Kidd 1969.  Synplasta ingeniosa ingår i släktet Synplasta, och familjen svampmyggor. Enligt den finländska rödlistan är arten nära hotad i Finland. Arten är reproducerande i Sverige. Artens livsmiljö är naturlundskogar.